# Henrik Christoffer Klint (1735–1795)
Henrik Christoffer (eller Christian) Klint,  född 1735, död 20 februari 1795, var en svensk guldsmed. 
Han var son till skräddarmästaren Eric Klint och gift med Johanna Schaupp samt far till konstnären Gustaf Adolf Klint och guldsmederna Johan Ludvig Klint i Norrtälje och Henrik Christoffer Klint i Stockholm. Han inskrevs som lärling hos Gustaf Stafhell den äldre 1750, utskrevs 1756 och anmälde sig vid ämbetet 1760 och blev mästare 23 oktober 1764 med en kaffekanna som mästerstycke. Hans sista stämplade arbeten är daterade 1794. Klint är representerad vid Nationalmuseum med en gräddkanna i silver.